# Kopřivnice
Kopřivnice (en alemán: Nesselsdorf) es una ciudad de la Región de Moravia-Silesia de la República Checa, con cerca 23.500 habitantes. La ciudad es famosa por la empresa Tatra, el tradicional fabricante checo de vehículos de carga y especialista en camiones todo terreno.

## Monumentos
- Ruinas del castillo Šostýn

## Personas nacidas en Kopřivnice
- Zdeněk Burian
- Ignác Šustala
- Emil Zátopek